# Bernd Lehmann (Geodät)
Bernd Lehmann (* 16. November 1951 in Wiesbaden; † 19. August 2018 in Trier) war ein deutscher Geodät.
Lehmann studierte 1972 bis 1977 Geodäsie an der Technischen Hochschule Darmstadt. Von 1977 bis 1979 absolvierte er in Hessen das Referendariat für den höheren Dienst in der Vermessungsverwaltung und legte im August 1979 das Zweite Staatsexamen ab. Danach war er als wissenschaftlicher Mitarbeiter im 'Institut für Photogrammetrie und Kartographie' im Fachbereich 12 'Vermessungskunde' an der Technischen Universität Darmstadt tätig. Zwischen 1985 und 1993 war er als Vermessungsrat und Vermessungsoberrat als Verfahrensleiter für Flurbereinigungsverfahren in Darmstadt tätig. Seit 1993 war er Professor für Vermessungskunde an der Hochschule Trier. Von 2003 bis 2005 war er Dekan des Fachbereiches Bauingenieurwesen, von 2008 bis 2011 gewähltes Mitglied des Senats der Hochschule Trier. 2017 ging Lehmann in den Ruhestand.
Lehmann lebte seit 1993 in Trier, war verheiratet und hatte zwei Kinder. Seit 2009 engagierte er sich in der Wählergruppe Lehmann im Ortsbeirat Trier-Mariahof.
Am 19. August 2018 starb Bernd Lehmann an Bauchspeicheldrüsenkrebs.